# The Diarist
The Diarist è il terzo album del gruppo melodic death metal italiano Dark Lunacy pubblicato nel 2006. È un concept album basato sull'assedio di Leningrado, la moderna San Pietroburgo.

## Tracce
1. Aurora – 4:43
2. Play Dead – 5:46
3. Pulkovo Meridian – 6:03
4. The Diarist – 2:52
5. Snowdrifts – 5:08
6. Now is Forever – 5:33
7. On Memory's White Sleigh – 7:02
8. Heart of Leningrad – 5:51
9. Prospekt – 2:31
10. Motherland – 6:01
11. The Farewell Song – 6:37

## Formazione
- Mike Lunacy - voce
- Enomys - chitarra
- Imer - basso
- Baijkal - batteria